# 国立南投高級商業職業学校
国立南投高級商業職業学校（こくりつなんとうこうきゅうしょうぎょうしょくぎょうがっこう、National Nantou Commercial High School）は、台湾南投県南投市にある商業高等学校。

## 歴史
- 1955年 開校
- 1970年 省立の商業高校に改称
- 1989年 国際貿易科を開く
- 2000年 国立に改称